# Grimm & Triepel Kruse-Kautabak
Die Grimm & Triepel Kruse-Kautabak GmbH war zwischen 1849 und 2016 ein deutscher Hersteller von Kautabak. Sitz war Witzenhausen-Unterrieden im Werra-Meißner-Kreis im Nordosten von Hessen.

## Geschichte

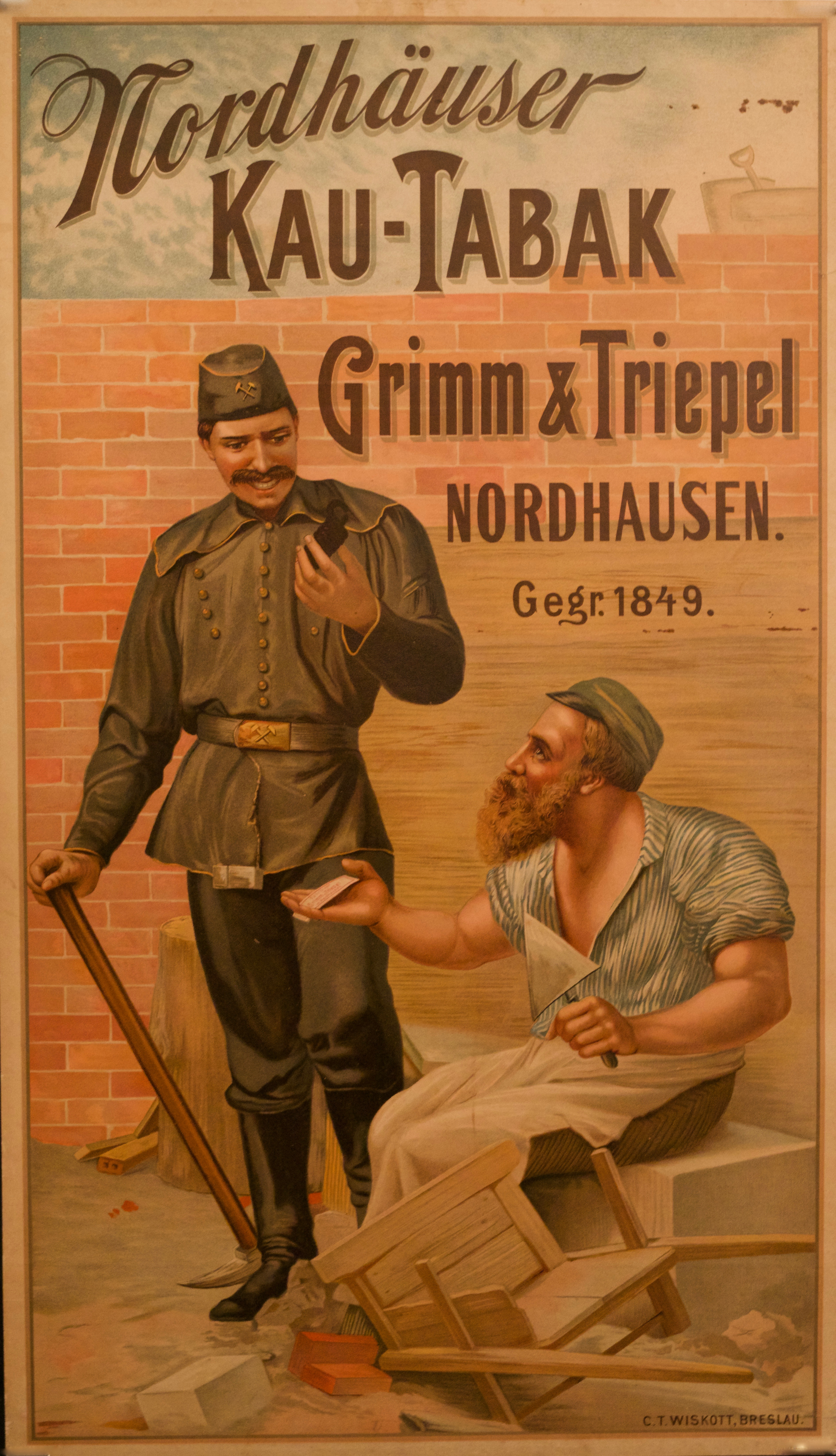
Werbung für Nordhäuser Kautabak (1895)

Der Kaufmann Theodor Grimm eröffnete im Juni 1849 in Nordhausen am Harz eine Fabrik für Tabakwaren aller Art. Die Produktion umfasste Zigarren und Rauchtabake sowie Kau- und Schnupftabak. Das Unternehmen spezialisierte sich schon kurz nach der Gründung auf die Herstellung von Kautabak. Im Jahr 1858 wurde Adolf Triepel Teilhaber und Mitnamensgeber des Kautabakherstellers.
1881 verkauften die Inhaber ihr Unternehmen an Otto Kruse, da sie keine Erben hatten. Kruse und seine Söhne erweiterten das Unternehmen, das vor dem Zweiten Weltkrieg an seinem Firmensitz in Nordhausen und vielen Filialen bis zu 1800 Menschen beschäftigte. Grimm & Triepel galt damit als größte Kautabakfabrik Europas. Es wurden jährlich etwa 65 Millionen Packungen Kautabak in verschiedenen Formen hergestellt.
Die Familie Kruse wurde nach dem Zweiten Weltkrieg enteignet und das Unternehmen verstaatlicht. Die Familie übersiedelte nach Unterrieden an der Werra, wo eine Filiale ihres Unternehmens existierte, und bauten ihre Kautabakfabrik hier neu auf. Im Jahr 1961 begann das Unternehmen neben der Herstellung von Kautabak mit der Produktion von Kunststoffflaschen, da der Absatz Kautabak nach dem Krieg rückläufig war und ein zweites Standbein nötig war.
In der Folgezeit brach der Absatz von Kautabak fast völlig ein und Grimm & Triepel übernahm viele andere Kautabakhersteller und deren Produktportfolio (Fischer & Herwig, Hanewacker aus Nordhausen (1817–1975), Hansen, Nessinger, Schrimper, Wahrer Jakob). Die Deutsche Wiedervereinigung brachte dem Unternehmen zeitweilig neue Absatzmärkte in Ostdeutschland, da die Kautabakproduktion der DDR in Nordhausen von Reemtsma übernommen und geschlossen wurde. Damit verblieb Grimm & Triepel als einziger Kautabakhersteller in Deutschland. Anfang Dezember 2016 wurde die Produktion eingestellt und die Firma an die Günter Hartmann Tabakvertrieb GmbH & Co. KG verkauft. Die Fabrik wurde zu einem Kautabakmuseum ausgebaut.
Zwischenzeitlich wurden von der Günter Hartmann Tabakvertrieb GmbH & Co. KG wieder Kautabake unter der Marke Grimm & Triepel hergestellt. Die Geschäftstätigkeit der Günter Hartmann Tabakvertrieb GmbH & Co. KG wurde zum 31. Dezember 2021 eingestellt.
Seit Januar 2022 wird Kautabak unter der Marke Grimm & Triepel durch die Andreas Hartmann GmbH & Co. KG vertrieben.